# Collegiata di San Giorgio
La Collegiata di San Giorgio (in tedesco Stiftskirche Sankt Georg) è una chiesa di Tubinga (Baden-Württemberg, Germania). È una chiesa in stile tardo-gotico costruita dall'architetto Peter von Koblenz negli anni dal 1470 al 1483. La chiesa, insieme all'intera città, fu una delle prime a convertirsi alla Riforma protestante, anche se ha mantenuto molte caratteristiche della romano-cattoliche

## Personalità sepolte nella Collegiata di San Giorgio
Nella chiesa sono presenti le tombe di numerosi duchi del Württemberg.
- Eberardo I di Württemberg
- Ulrico di Württemberg
- Sabina di Baviera
- Cristoforo di Württemberg
- Anna Maria di Brandeburgo-Ansbach
- Ludovico III di Württemberg
- Dorotea Ursula di Baden-Durlach
- Ursula di Veldenz-Lauterecken

## Galleria d'immagini

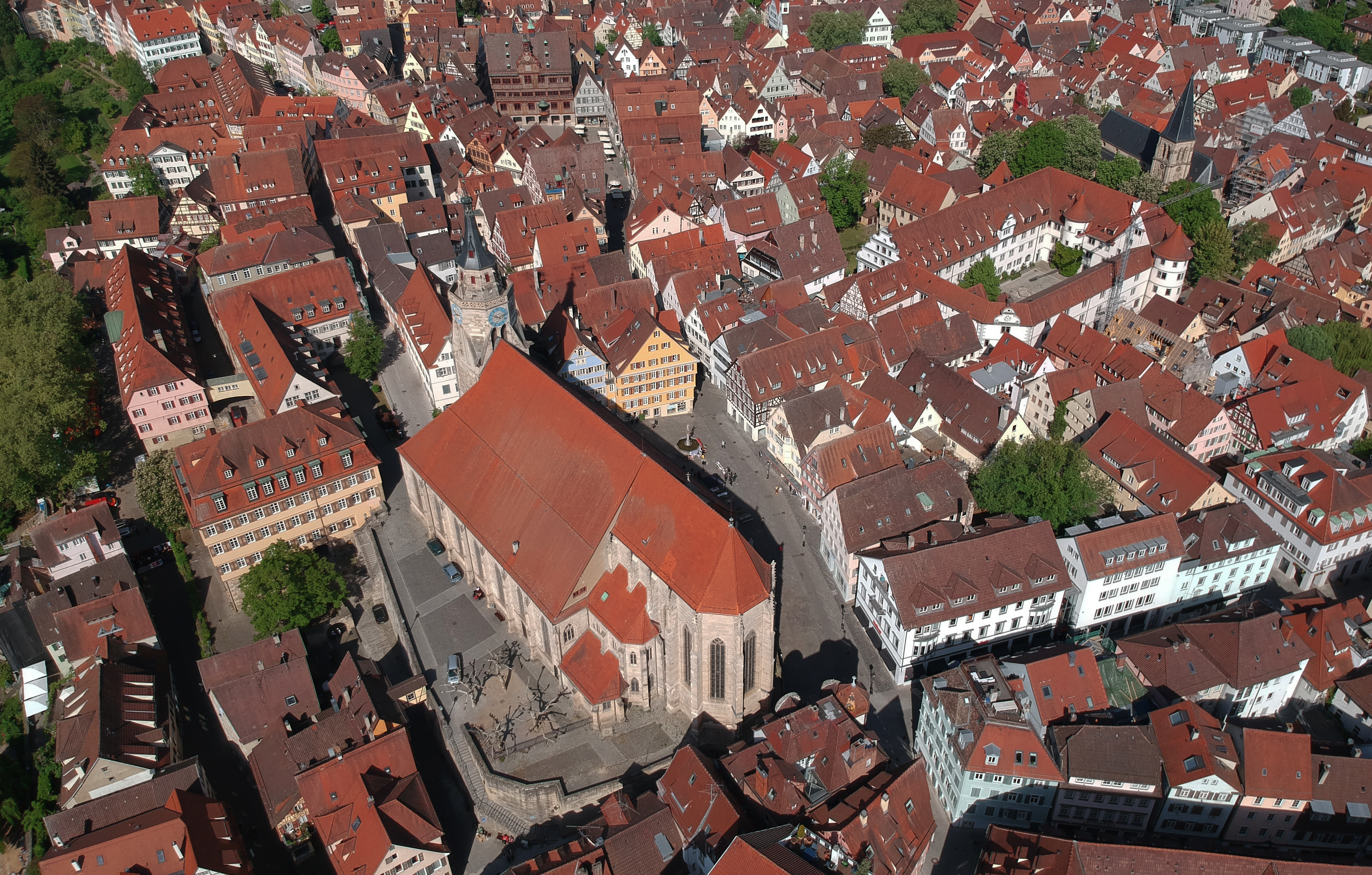
La collegiata di San Giorgio fotografata dall’alto
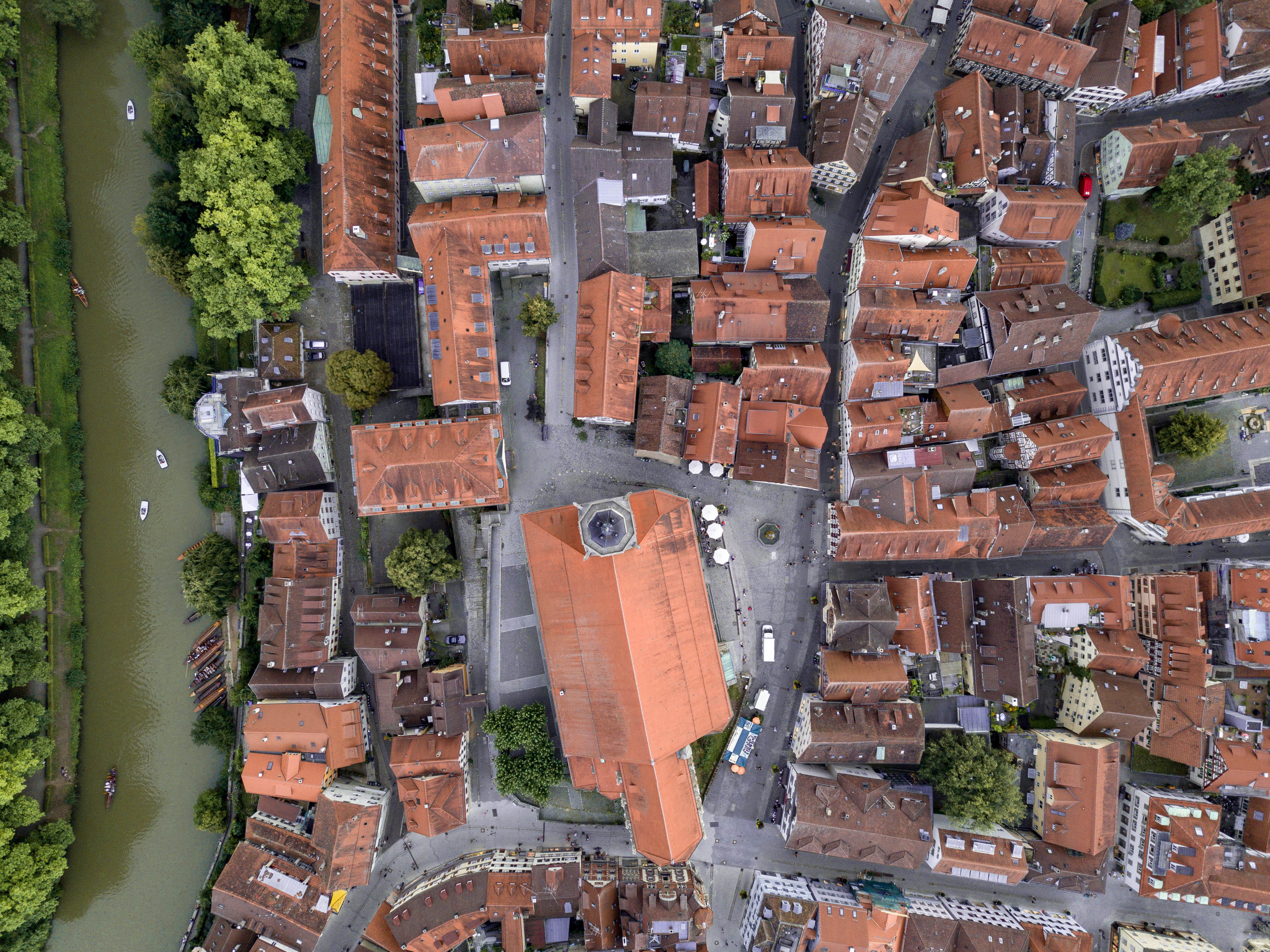
Vista verticale
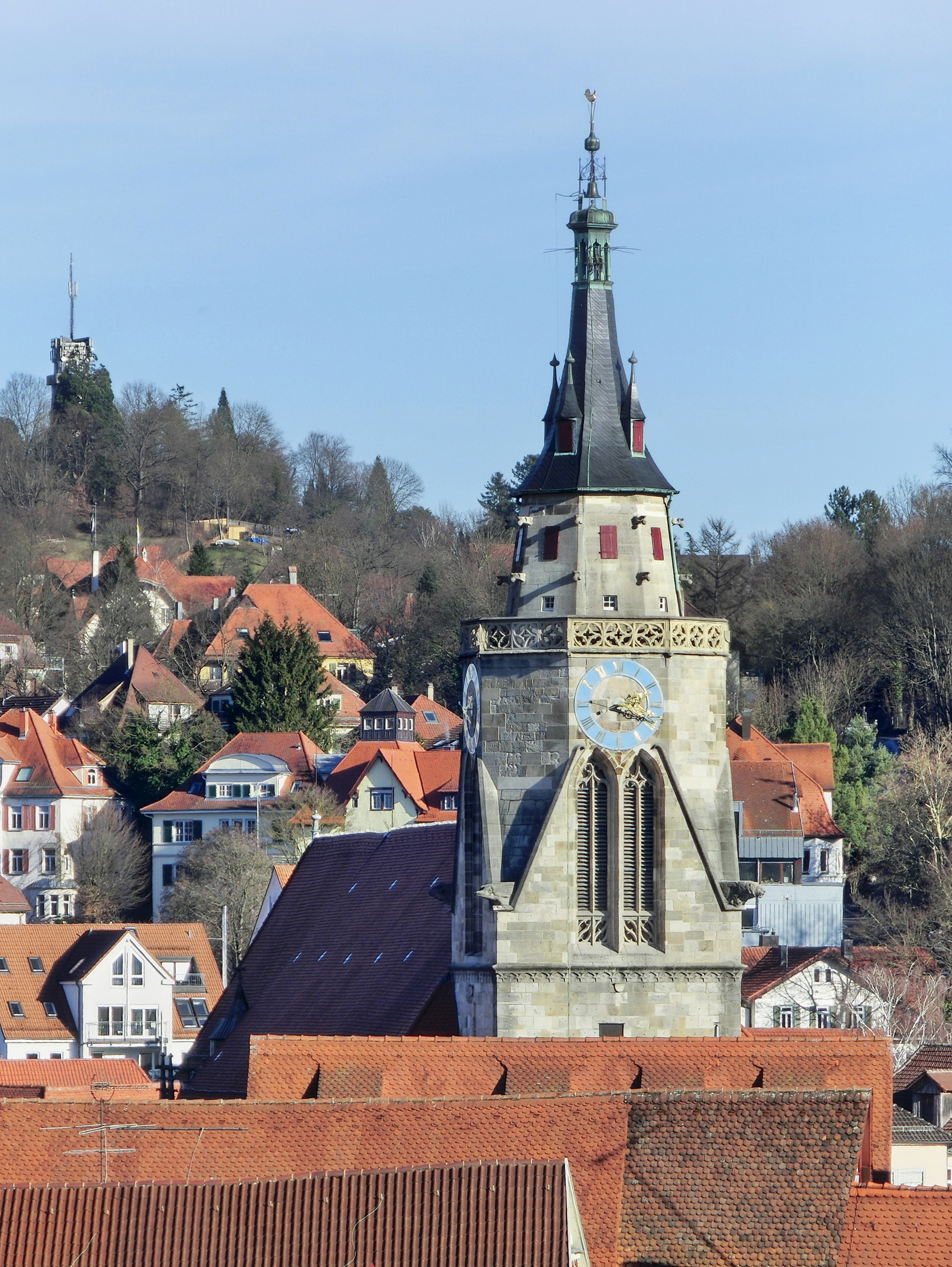
Il campanile
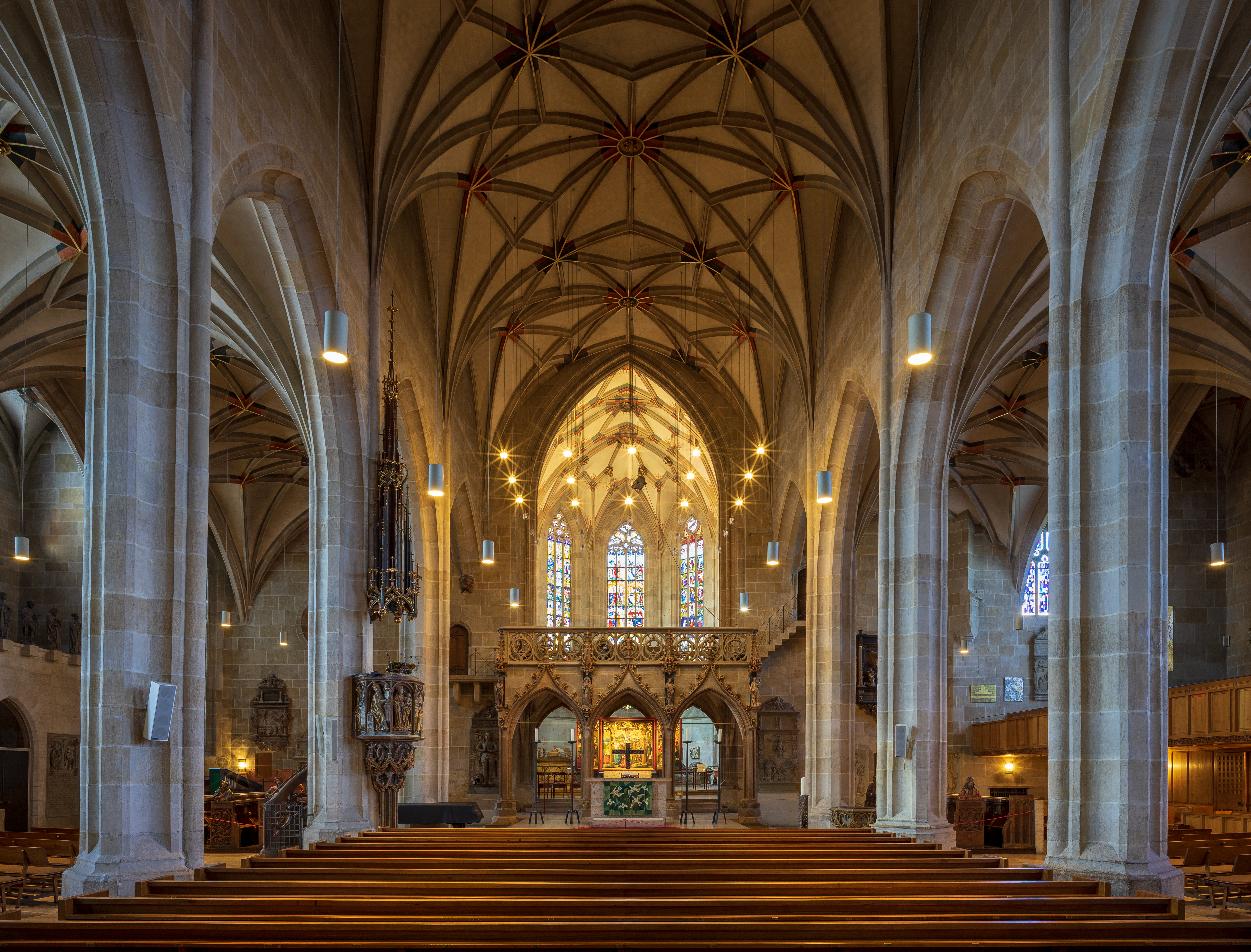
L’interno della collegiata